# Tim White

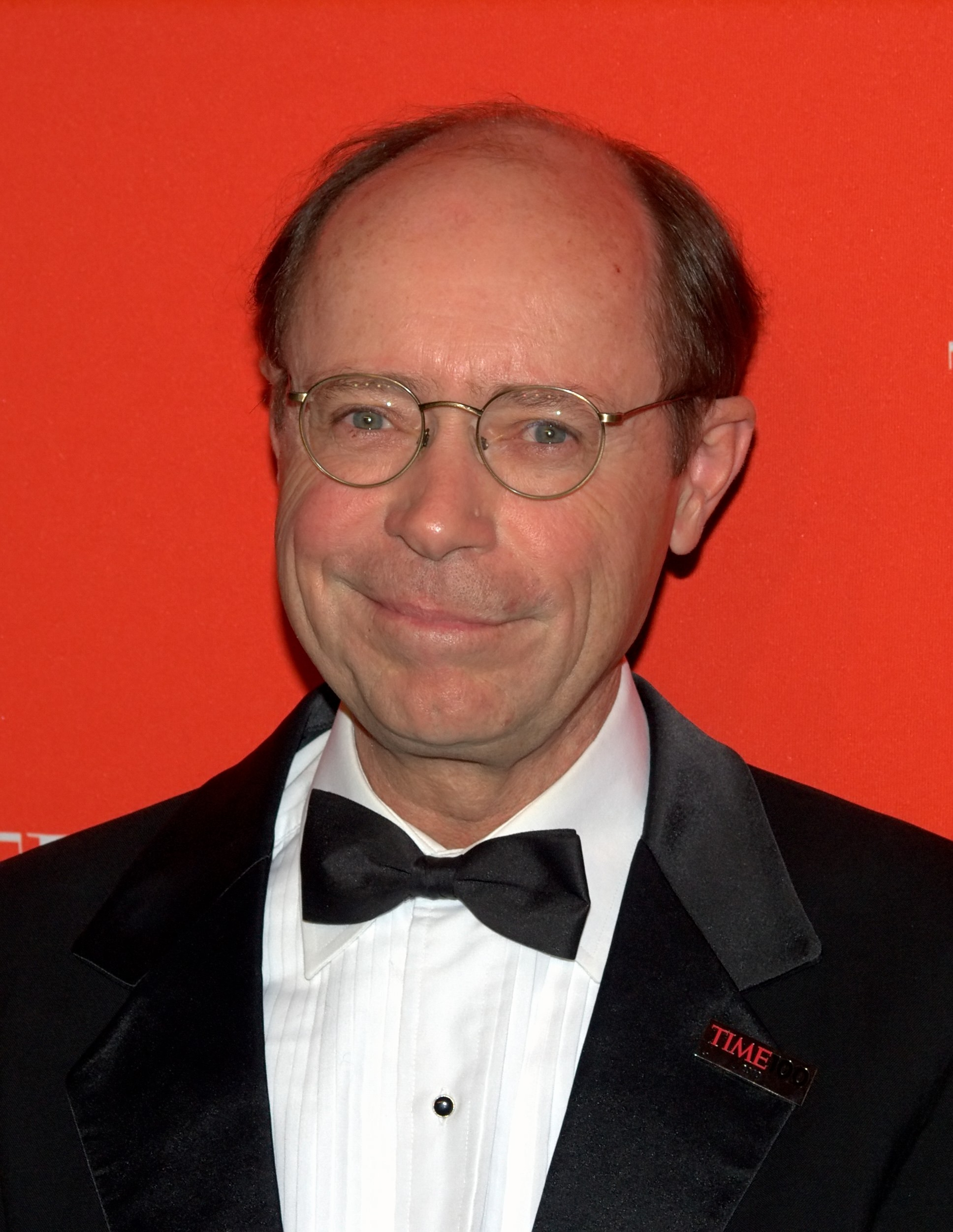
Tim White (2010)

Timothy Douglas White (* 24. August 1950 in Los Angeles, Kalifornien) ist ein US-amerikanischer Paläoanthropologe. In Fachkreisen wurde er international bekannt, als er 1978 gemeinsam mit Donald Johanson und Yves Coppens die Erstbeschreibung der neuen Art Australopithecus afarensis veröffentlichte. Seit 1986 war er Professor für Anthropologie an der University of California, Berkeley. Seit 1995 ist er an dieser Universität Professor für Integrative Biology und einer der Direktoren des von Francis Clark Howell begründeten Laboratory for Human Evolutionary Studies. 2009 publizierte er als einer der Hauptautoren die Beschreibung des Fossils Ardi.

## Werdegang
Aufgewachsen in Lake Arrowhead, Kalifornien, studierte Tim White Biologie und Anthropologie an der University of California, Riverside, wo er 1972 mit dem Bachelor-Grad in beiden Fächern abschloss. 1974 erhielt er von der University of Michigan, Ann Arbor, den Master-Grad im Fach Biologische Anthropologie verliehen, 1977 wurde er dort im gleichen Fachgebiet im Institut von Milford H. Wolpoff mit einer Studie über „The Anterior Mandibular Corpus of Early African Hominidae: Functional Significance of Shape and Size“ promoviert. Danach war er zunächst ein Jahr lang als Visiting Lecturer, anschließend bis 1982 als Associate Professor und von 1982 bis 1986 als Associate Professor in Ann Arbor tätig.
Zwischen 1979 und 1992 war Tim White an wechselnden Gerichtsorten als Gutachter für forensische Osteologie für die Verteidigung tätig. Seit 1991 ist er Kurator für Anthropologie am P.A. Hearst Museum der University of California, Berkeley sowie seit 2003 Fachberater des Museum of the African Diaspora in San Francisco, seit 2001 nimmt er auch Aufgaben in der National Academy of Sciences wahr.

## Forschungsarbeiten

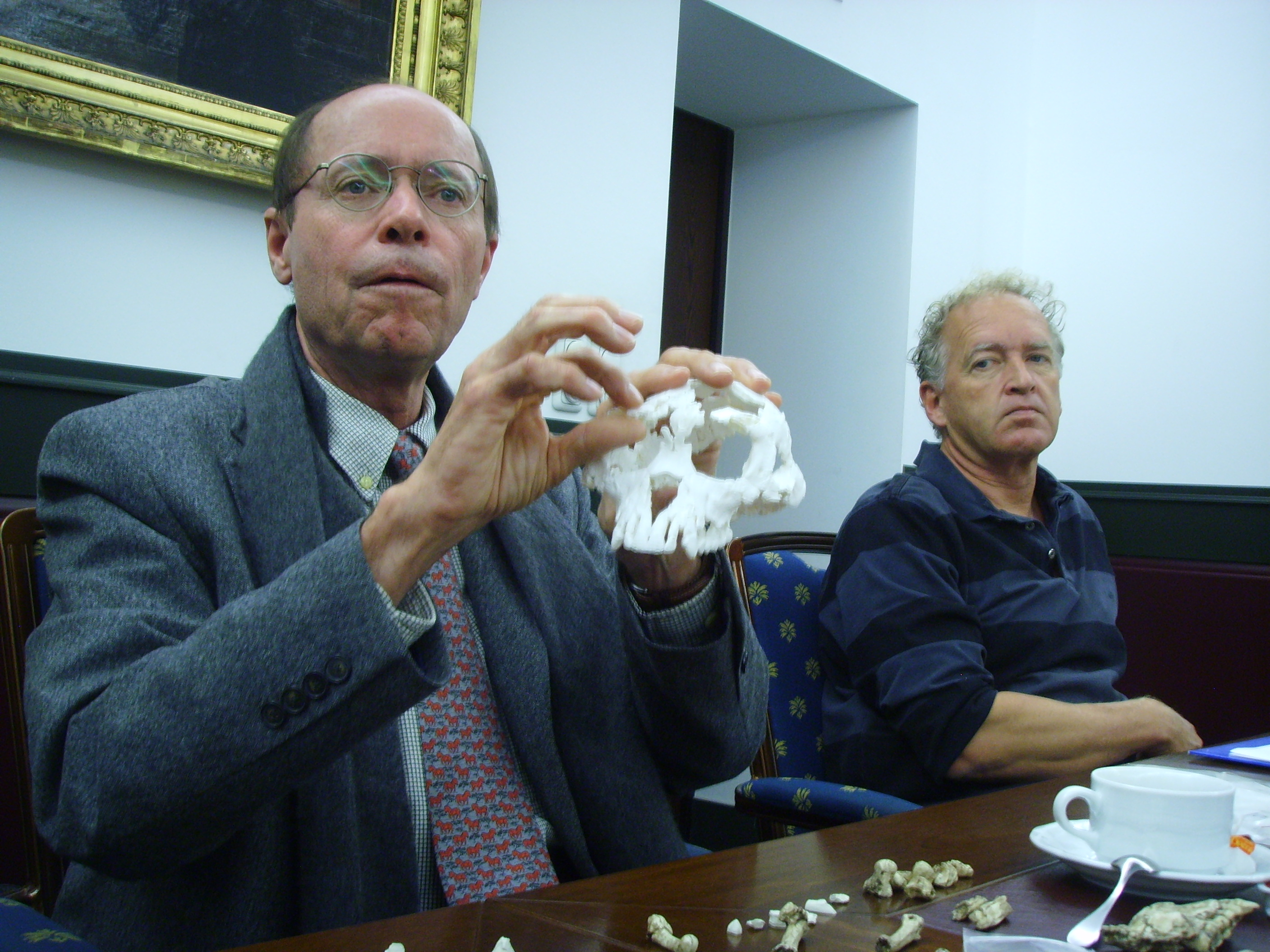
Tim White (2010, mit Abguss von Ardi); rechts: Friedemann Schrenk

Bereits ab 1966 hatte White in den kalifornischen San Bernardino Mountains und in der Mojave-Wüste zeitweise an archäologischen Forschungsprojekten mitgearbeitet, in denen Relikte früher Indianer-Siedlungen untersucht wurden; bis 1973 behielt er diese Ferienbeschäftigungen regelmäßig bei. Von 1974 bis 1976 war er als Paläontologe beim East Rudolf Research Project in Nord-Kenia tätig. Anfangs war auch dies ein reiner Sommerferienjob, der ihm zusätzliche Erfahrungen in der Feldforschung einbringen sollte, die für seine Doktorarbeit nützlich sein sollten. Doch die Zusammenarbeit mit Grabungsleiter Richard Leakey in Koobi Fora war so erfolgreich, dass dieser ihn seiner Mutter Mary Leakey empfahl, um deren Funde von Australopithecus-Fossilien aus Laetoli (Tansania) zu dokumentieren. 1978 war er zudem am gleichen Ort mit der Freilegung der berühmt gewordenen Fußspuren zweier frühen Vormenschen beschäftigt.
Durch diese Zusammenarbeit mit Mary Leakey ergab sich der Kontakt mit Donald Johanson, der im Afar-Dreieck (Äthiopien) ebenfalls Australopithecus-Fossilien entdeckt hatte, darunter 1974 die berühmt gewordene Lucy. Nach mehrjährigem Zögern wurden die Fossilien aus der Afar-Region und aus Laetoli von Johanson, White und dem Franzosen Yves Coppens als die neue Art Australopithecus afarensis beschrieben, die heute als die früheste Vormenschen-Art in der Tribus der Hominini gilt.
Ab 1979 folgten Feldstudien in diversen weiteren Grabungsgebieten Afrikas, Jordaniens und der Ost-Türkei, darüber hinaus untersuchte White zahlreiche Fossilfunde in Museen. Seit 1990 ist er paläoanthropologischer Teamleiter in der Middle Awash Research Area am Mittleren Awash in Äthiopien.
Zu Whites Entdeckungen gehört u. a. Ardipithecus ramidus, dessen Knochenbau und Zähne einen ersten Hinweis darauf gaben, dass die Vorfahren des Menschen bereits in Wäldern die Fähigkeit zum aufrechten Gang erwarben und nicht erst später in der offenen Savanne. Als herausragend gilt ferner der gemeinsam mit Berhane Asfaw beschriebene Australopithecus garhi sowie ein nahezu 160.000 Jahre alter archaischer Homo sapiens, genannt Homo sapiens idaltu.
In einem CNN-Report wurde 2001 berichtet, dass White hoffe, man werde sich nach seinem Tod nicht allein wegen seiner spektakulären Funde an ihn erinnern, sondern vor allem wegen der Art und Weise, wie sie zustande kamen. Wörtlich wurde Tim White so zitiert: „Zu den Dingen, auf die ich besonders stolz bin, gehört, dass wir so viele Afrikaner in unsere Forschung einbezogen haben, denn sie werden das Wissen in die nächste Forschergeneration übertragen.“
Im Jahr 2000 wurde White in die National Academy of Sciences, 2002 in die American Academy of Arts and Sciences gewählt. 2021 wurde ihm der Internationale Preis für Biologie zugesprochen. Ferner ist er Mitglied der Ethiopian Academy of Sciences.

## Publikationen (Auswahl)
- mit Donald Johanson und Yves Coppens: A New Species of the Genus Australopithecus (Primates: Hominidae) from the Pliocene of Eastern Africa. In: Kirtlandia. Nr. 28, 1978.
- Prehistoric Cannibalism at Mancos 5MTUMR-2346. Princeton University Press, Princeton 1992, ISBN 978-0-69163739-6.
- mit A. Defleur et al.: Neanderthal Cannibalism at Moula-Guercy, Ardèche, France. In: Science. Band 286, Nr. 5437, 1999, S. 128–131, doi:10.1126/science.286.5437.128.
- mit Pieter Folkens: The Human Bone Manual. Elsevier Academic Press, Burlington (Massachusetts) 2005, ISBN 978-0-12088467-4.
- mit anderen: Ardipithecus ramidus, a root species for Australopithecus. In: Fiorenzo Facchini (Hrsg.): The Colloquia of the XIII. International Congress of Prehistoric and Protohistoric Sciences, Forli, Italy, 8-14 September, 1996. A.B.A.C.O. srl., Forli., S. 15–23, ISBN 88-86712-27-8.
- mit Berhane Asfaw et al.: Australopithecus garhi: A new species of early hominid from Ethiopia. In: Science. Band 284, Nr. 5414, 1999, S. 629–635, doi:10.1126/science.284.5414.629.

## Belege
1. ↑  Tim D. White Biography (Memento vom 15. März 2012 im Internet Archive)
2. ↑  Eintrag White, Timothy Douglas in: Bernard Wood (Hrsg.): Wiley-Blackwell Encyclopedia of Human Evolution. 2 Bände. Wiley-Blackwell, Chichester u. a. 2011, ISBN 978-1-4051-5510-6.
3. ↑  Tim D. White, Berhane Asfaw et al.: Pleistocene Homo sapiens from Middle Awash, Ethiopia. In: Nature. Band 423, 2003, S. 742–747, doi:10.1038/nature01669
4. ↑  „One of the things I'm most proud of is the high-level involvement of Africans in our project because they will carry the knowledge to the next generation.“ Zitiert aus: Man Hunter. (Memento vom 3. Oktober 2008 im Internet Archive) Auf: cnn.com vom 3. April 2013
5. ↑  National Academy of Sciences: Tim D. White.
6. ↑  American Academy of Arts & Sciences: Tim D. White.
7. ↑  Ethiopian Academy of Sciences.

| Personendaten    | Personendaten                               |
| ---------------- | ------------------------------------------- |
| NAME             | White, Tim                                  |
| ALTERNATIVNAMEN  | White, Timothy Douglas (vollständiger Name) |
| KURZBESCHREIBUNG | US-amerikanischer Paläoanthropologe         |
| GEBURTSDATUM     | 24. August 1950                             |
| GEBURTSORT       | Los Angeles                                 |